# Lintjärnen (Tåsjö socken, Ångermanland)
Lintjärnen är en sjö i Strömsunds kommun i Ångermanland och ingår i Ångermanälvens huvudavrinningsområde. Sjön har en area på 0,0577 kvadratkilometer och ligger 486,2 meter över havet.

## Delavrinningsområde
Lintjärnen ingår i det delavrinningsområde (715251-147833) som SMHI kallar för Mynnar i Korsselet. Medelhöjden är 513 meter över havet och ytan är 7,46 kvadratkilometer. Räknas de 2 avrinningsområdena uppströms in blir den ackumulerade arean 21,64 kvadratkilometer. Vattendraget som avvattnar avrinningsområdet har biflödesordning 4, vilket innebär att vattnet flödar genom totalt 4 vattendrag innan det når havet efter 246 kilometer. Avrinningsområdet består mestadels av skog (83 procent) och sankmarker (12 procent). Avrinningsområdet har 0,18 kvadratkilometer vattenytor vilket ger det en sjöprocent på 2,4 procent.